# 灰毛浆果楝
灰毛浆果楝（学名：Cipadessa cinerascens）为楝科浆果楝属下的一个种。

## 扩展阅读
- 維基物種上的相關：灰毛浆果楝